# Augusztus 12.
Augusztus 12. az év 224. (szökőévben 225.) napja a Gergely-naptár szerint. Az évből még 141 nap van hátra.
Névnapok: Klára + Dina, Hilár, Hilária, Hilárion, Hiláriusz, Hilda, Hildelita, Kiara, Klárabella, Klarina, Klarinda, Klarisz, Klarissza, Larina, Letícia, Létó, Letti, Orália, Sugár, Sugárka

## Események
- 1099 – Az aszkalóni csatában Bouillon Gottfried vereséget mér Al-Afdal vezír Jeruzsálem visszafoglalására indított seregére, ezzel véget ér az első keresztes háború.
- 1323 – Svédország és a Novgorodi Fejedelemség megköti a nöteborgi békét.
- 1399 – Vitold litván nagyfejedelem döntő vereséget szenved a tatároktól a vorszkla menti csatában.
- 1687 – A nagyharsányi csatában a Savoyai Jenő vezette császári hadsereg vereséget mér a török haderőre.
- 1812 – Middletonban üzembe helyezték a világ első fogaskerekű vasútját.
- 1829 – I. Ranavalonát Antananarivóban Madagaszkár királynőjévé koronázzák.
- 1833 – 350 telepes a Chicago folyó partján, Chicago néven saját települést alapít.
- 1870 – A Poroszországtól elszenvedett vereségek hatására III. Napóleon francia császár lemond a hadsereg főparancsnokságáról.
- 1877  – Asaph Hall amerikai csillagász felfedezi a Mars mindkét holdját, a Phoboszt és a Deimoszt.
- 1898 – Fegyverszünet a spanyol–amerikai háborúban. A háborút lezáró békeszerződést 1898. december 10-én kötik meg Párizsban.
- 1908 – Elkészül az első Ford T-modell.
- 1914 – A Szerbia elleni hadjárat kezdeteként a Monarchia seregei átlépték a határt, a Drina folyónál.
- 1914 – Franciaország és Nagy-Britannia hadat üzen Magyarországnak.
- 1919 – A horvát és szerb alakulatok megszállták a Vendvidék jelentős részét (a mai Muravidék), amelyet a trianoni békeszerződés a Szerb–Horvát–Szlovén Királyságnak ítélt.
- 1920 – Megérkezik Varsó alá, Skierniewicébe a magyar hadisegély, és a lengyelek ellentámadásba kezdenek a lengyel-bolsevik háborúban.
- 1952 – A meggyilkolt költők éjszakája Moszkvában
- 1953 – A Szovjetunió felrobbantja az első hidrogénbombáját Szibériában.
- 1960 – Az USA-ban felbocsátják az első passzív távközlési műholdat, az Echo-1-et.
- 1977 – Az Enterprise űrrepülőgép első próbarepülése.
- 1998 – Sopron város önkormányzata kirobbantja a vagyonkezelési botrányt, ezzel kezdetét veszi a Globex Holding bukása.
- 2000 – A Kurszk orosz atom-tengeralattjáró  teljes legénységével elsüllyed a Barents-tengeren.
- 2022 – Egy magányos támadó megkéselte a színpadon Salman Rushdie-t.

## Sportesemények
Formula–1
- 1979 –  osztrák nagydíj, Österreichring - Győztes: Alan Jones (Williams Ford)
- 1990 –  magyar nagydíj, Hungaroring - Győztes: Thierry Boutsen (Williams Renault)

## Születések
- 1651 – Margit Terézia császárné (Margarita Teresa infánsnő), IV. Fülöp spanyol király leánya, I. Lipót német-római császár első felesége († 1673)
- 1762 – Christoph Wilhelm Hufeland német orvos († 1836)
- 1793 – Kiss Károly magyar katonatiszt, hadtörténész, költő, író, az MTA tagja, az 1848-as nemzetőrség egyik szervezője († 1866)
- 1818 – Sztrokay Elek magyar katonatiszt, hadtudományi író († 1847)
- 1821 – Királyi Pál magyar újságíró, publicista, politikus († 1892)
- 1862 – Jules Antoine Richard francia matematikus, geométer, a Richard-antinómia névadója († 1956)
- 1875 – Csörgey Titusz magyar ornitológus, festőművész (†  1961)
- 1877 – Bartha Albert magyar katonatiszt, politikus, a Károlyi-kormány hadügyminisztere († 1960)
- 1881 – Cecil B. DeMille amerikai filmrendező († 1959)
- 1887 – Erwin Schrödinger Nobel-díjas osztrák fizikus, a kvantummechanika egyik atyja († 1961)
- 1894 – Miskolczy Dezső magyar orvos († 1978)
- 1904 – Lossonczy Tamás Kossuth-díjas magyar festőművész († 2009)
- 1912 – Pálos Ádám László magyar orvos, belgyógyász, hematológus, az MTA tagja († 1983)
- 1912 – Samuel Fuller amerikai filmrendező († 1997)
- 1913 – Tarján Róbert magyar orvos, az orvostudományok doktora († 1979)
- 1915 – Bill Boyd (William Boyd) amerikai autóversenyző († 1984)
- 1919 – Shorty Templeman amerikai autóversenyző († 1962)
- 1919 – Béky-Halász Iván magyar költő, műfordító († 1997)
- 1919 – Váradi Gyöngyi magyar színésznő († 2006)
- 1925 – Farkas Vladimir magyar kommunista államvédelmi tiszt, memoárszerző († 2002)
- 1926 – John Derek amerikai színész, rendező, fényképész Bo Derek férje († 1998)
- 1930 – Soros György magyar származású amerikai üzletember
- 1935 – John Cazale amerikai színész  († 1978)
- 1936 – Budai István magyar színész
- 1939 – George Hamilton amerikai színész
- 1949 – Mark Knopfler brit énekes, dalszerző, a Dire Straits frontembere
- 1950 – Iris Berben német színésznő
- 1954 – Bata János magyar színész
- 1954 – Dávid Ibolya magyar ügyvéd, politikus, az MDF elnöke
- 1954 – Turnovszky Tamás magyar előadóművész
- 1961 – Marko Letonja szlovén karmester
- 1969 – Tanita Tikaram brit énekesnő
- 1971 – Pete Sampras amerikai teniszező
- 1975 – Casey Affleck Oscar-díjas amerikai színész
- 1976 - Kótai Mihály profi magyar ökölvívó
- 1977 – Jesper Grønkjær dán labdarúgó
- 1979 – Austra Skujyte litván súlylökő
- 1979 – Ceglédi Zoltán magyar politikai elemző
- 1981 – Steve Talley, amerikai színész
- 1981 – Szabó Máté magyar színész
- 1981 – Riin Tamm észt genetikusnő
- 1983 – Klaas-Jan Huntelaar holland labdarúgó
- 1989 – Tom Cleverley angol labdarúgó
- 1990 – Mario Balotelli olasz labdarúgó

## Halálozások
- 1484 – IV. Szixtusz pápa (* 1414)
- 1612 – Giovanni Gabrieli késő reneszánsz kori barokk olasz zeneszerző (* 1554 vagy 1557 )
- 1648 – I. Ibrahim az Oszmán Birodalom 19. szultánja, a janicsárok meggyilkolják (* 1615)
- 1682 – Jean-Louis Raduit de Souches francia nemzetiségű, osztrák szolgálatban álló tábornok (* 1608)
- 1684 – Nicola Amati itáliai hangszerkészítő, Antonio Stradivari mestere (* 1596)
- 1689 – XI. Ince pápa (* 1611)
- 1827 – William Blake angol költő, festő, grafikus és nyomdász (* 1757)
- 1848 – George Stephenson, angol gépészmérnök, géptervező, a gőzmozdony feltalálója (* 1781)
- 1854 – Antal János erdélyi református püspök (* 1767)
- 1862 – Johann Michael Ackner erdélyi szász evangélikus lelkész, egyházi író (* 1782)
- 1864 – Sbüll Ferenc magyarországi szlovén költő (* 1825)
- 1873 – Kardos János magyarországi szlovén költő, író, műfordító (* 1801)
- 1883 – Erdey Fülöp, orvos (* 1803)
- 1891 – Haan Lajos, evangélikus lelkész,  történetíró, az MTA tagja (* 1818)
- 1900 – Wilhelm Steinitz, osztrák-amerikai sakkozó, az első hivatalos sakkvilágbajnok (* 1836)
- 1924 – Bródy Sándor magyar író (* 1863)
- 1928
  - Endre Béla magyar festőművész (* 1870)
  - Leoš Janáček  morva zeneszerző, a zenetörténet jelentős alakja (* 1854)
- 1949 – Nizalowski Czeslaw Wladimir, a magyar aviatika úttörője (* 1885)
- 1955 – Thomas Mann Nobel-díjas német író (* 1875)
- 1961 – Vedres Márk magyar szobrászművész (* 1870)
- 1964 – Ian Fleming angol író, a "James Bond" regények szerzője (* 1908)
- 1982 – Henry Fonda kétszeres Oscar-díjas amerikai színész (* 1905)
- 1985 – Billy DeVore amerikai autóversenyző (* 1912)
- 1985 – Manfred Winkelhock német autóversenyző (* 1951)
- 1989 – William Shockley Nobel-díjas amerikai fizikus, a tranzisztor egyik kifejlesztője (* 1910)
- 1992 – John Cage amerikai zeneszerző (* 1912)
- 1996 – Hambarcumján örmény születésű szovjet-orosz csillagász (* 1908)
- 1996 – Varga János magyar agrármérnök, egyetemi tanár (* 1926)
- 2004 – Godfrey Hounsfield angol villamosmérnök, orvostudományi Nobel-díjat kapott a komputertomográfos technológia kifejlesztéséért (* 1919)
- 2010 – Guido de Marco máltai jogász, politikus, egykori köztársasági elnök (* 1931)
- 2011 – Papp Oszkár Kossuth-díjas magyar festő, tűzzománcművész, művészetszervező (* 1925)
- 2013 – Vukán György magyar zeneszerző, zongoraművész (* 1941)
- 2014 – Halasi Erzsébet erdélyi magyar színművész (* 1940)
- 2014 – Lauren Bacall Golden Globe-díjas amerikai színésznő (* 1924)
- 2014 – Pális Ferenc magyar labdarúgó, csatár (* 1927)
- 2020 – Kulcsár Gergely magyar atléta, olimpiai ezüst- és bronzérmes gerelyhajító, edző (* 1934)
- 2024 – Domonkos Béla magyar bábművész (* 1938)

## Nemzeti ünnepek, emléknapok, világnapok
- A fiatalok világnapja - International Youth Day, nem azonos a katolikus egyházban ünnepelt ifjúsági világnappal, amelyet minden évben virágvasárnapon tartanak
- Zimbabwe: a honvédő erők napja
- Thaiföld: anyák napja és a jelenlegi királyné, Szirikit születésnapja